# Clavodesia clavula
Clavodesia clavula is een mosdiertjessoort uit de familie van de Calloporidae. De wetenschappelijke naam van de soort is, als Nellia clavula, voor het eerst geldig gepubliceerd in 1978 door Hayward.